# Файн, Корделия
Корделия Файн (Cordelia Fine; род. 1975, Торонто, Канада) — британский учёный, психолог. Доктор философии (2001), профессор истории и философии науки Мельбурнского университета. Отмечена Orwell Prize (2018), Edinburgh Medal (2018) и Royal Society Science Books Prize (2017).

## Биография
Дочь Энн Файн и Кита Файна. Окончила с отличием Оксфордский университет (бакалавр психологии, 1995). В 1996 году получила степень магистра по криминологии в Кембриджском университете. В 2001 году получила степень доктора философии по психологии в Университетском колледже Лондона. С 2002 по 2011 год занимала исследовательские позиции в Университете Монаша, Австралийском национальном университете, Университете Маккуори. В 2012—2016 годах фелло Мельбурнской школы психологических наук (Melbourne School of Psychological Sciences) Мельбурнского университета. Также до 2016 года состояла ассоциированным профессором Мельбурнской бизнес-школы Мельбурнского университета. Автор четырёх книг, в частности, A Mind of its Own; Delusions of Gender; Testosterone Rex (за последнюю отмечена Orwell Prize). Автор статей в Lancet, Scientist, Trends in Cognitive Sciences, Psychologist. Она также публикуется в СМИ, в New York Times, Financial Times, Guardian, Wall Street Journal.
Ее книгу Delusions of Gender рекомендовала Шарлотта Слэй.